# Huacaraje
Huacaraje è un comune (municipio in spagnolo) della Bolivia nella provincia di Iténez (dipartimento di Beni) con 3.807 abitanti (dato 2010).

## Cantoni
Il comune è suddiviso in 2 cantoni (popolazione al censimento 2001):
- Huacaraje - 2.521 abitanti
- El Carmen - 1.185 abitanti